# Hanne Borchsenius
Hanne Margrethe Borchsenius (født 30. november 1935 på Frederiksberg, død 19. marts 2012 i Charlottenlund) var en dansk skuespillerinde. Hun var niece til Johannes Linde, som var involveret i Edderkopsagen.
Borchsenius gennemgik Det kongelige Teaters elevskole 1957-1960, og spillede rollen som Søs i filmen "Far til fire med fuld musik" i 1961. Hun var tilknyttet Det Kongelige Teater frem til 1964. Derpå fik hun engagement på Det ny Teater, inden hun rejste til New York, hvor hun opholdt sig de næste fem år frem til 1970. Under dette ophold fik hun et par teaterroller på Broadway. Hun vendte dog med jævne mellemrum tilbage til Danmark, hvor hun indspillede en række film.
Permanent tilbage i fødelandet blev hun på ny ansat på Det kongelige Teater og var de næste mange år med i en lang række forestillinger, hvor hun også fik mulighed for afstikkere i form af gæstespil på bl.a. Odense Teater, ABC Teatret, Bristol Teatret og Aveny Teatret.
I 1985 blev hun afskediget fra teatret på Kgs. Nytorv og hendes optrædener blev mere sporadiske. Hun turnerede med sin mand, skuespilleren Axel Strøbye.
Hanne Borchsenius har i alt været gift fire gange. Hun fik ingen børn.
Hun døde af kræft i bughulen 76 år gammel.

## Filmografi
- Ung leg – 1956
- Natlogi betalt – 1957
- Landsbylægen – 1961
- Løgn og løvebrøl – 1961
- Sorte Shara – 1961
- Støv på hjernen – 1961
- Far til fire med fuld musik – 1961
- Det støver stadig – 1962
- Han, hun, Dirch og Dario – 1962
- Det stod i avisen – 1962
- Pigen og pressefotografen – 1963
- Støv for alle pengene – 1963
- Tre piger i Paris – 1963
- Vi voksne – 1963
- Premiere i helvede – 1964
- Alt for kvinden/Greven på Liljenborg – 1964
- Majorens oppasser – 1964
- Passer passer piger – 1965
- Naboerne – 1966
- Slap af, Frede – 1966
- Martha – 1967
- Dage i min fars hus – 1968
- Min søsters børn vælter byen – 1968
- Der kom en soldat – 1969
- Og så er der bal bagefter – 1970
- Kampen om den røde ko – 1987
- Pigen i gyngen – 1988